# 抗美援朝第五次战役
第五次战役，美軍稱為中國春季攻勢（Chinese Spring Offensive），是中國人民志願軍介入朝鲜战争后进行的第五次也是规模最大的一次战事，为志愿军从三八线向南进行的大规模反击战。 
對五次戰役開打之前，彭德懷致電毛澤東：“这次战役是极为重要的，是一场大恶战。即使付出五六万人的代价，也要消灭敌人几个师”，毛泽东批准了彭德怀的作战预案。1951年4月22日，第五次战役正式發起。

## 過程
聯合國軍由詹姆斯·范弗里特接任美國第8軍團司令官。戰鬥從晚上爭奪由比利時軍隊防守的194號高地東部的兩座大橋開始。戰役一開始，志愿军在三登（位於平壤东部）的重要後勤儲備所被炸，損失300萬噸以上的糧食，暴露了中国军队在运输和防空力量上的严重缺陷。

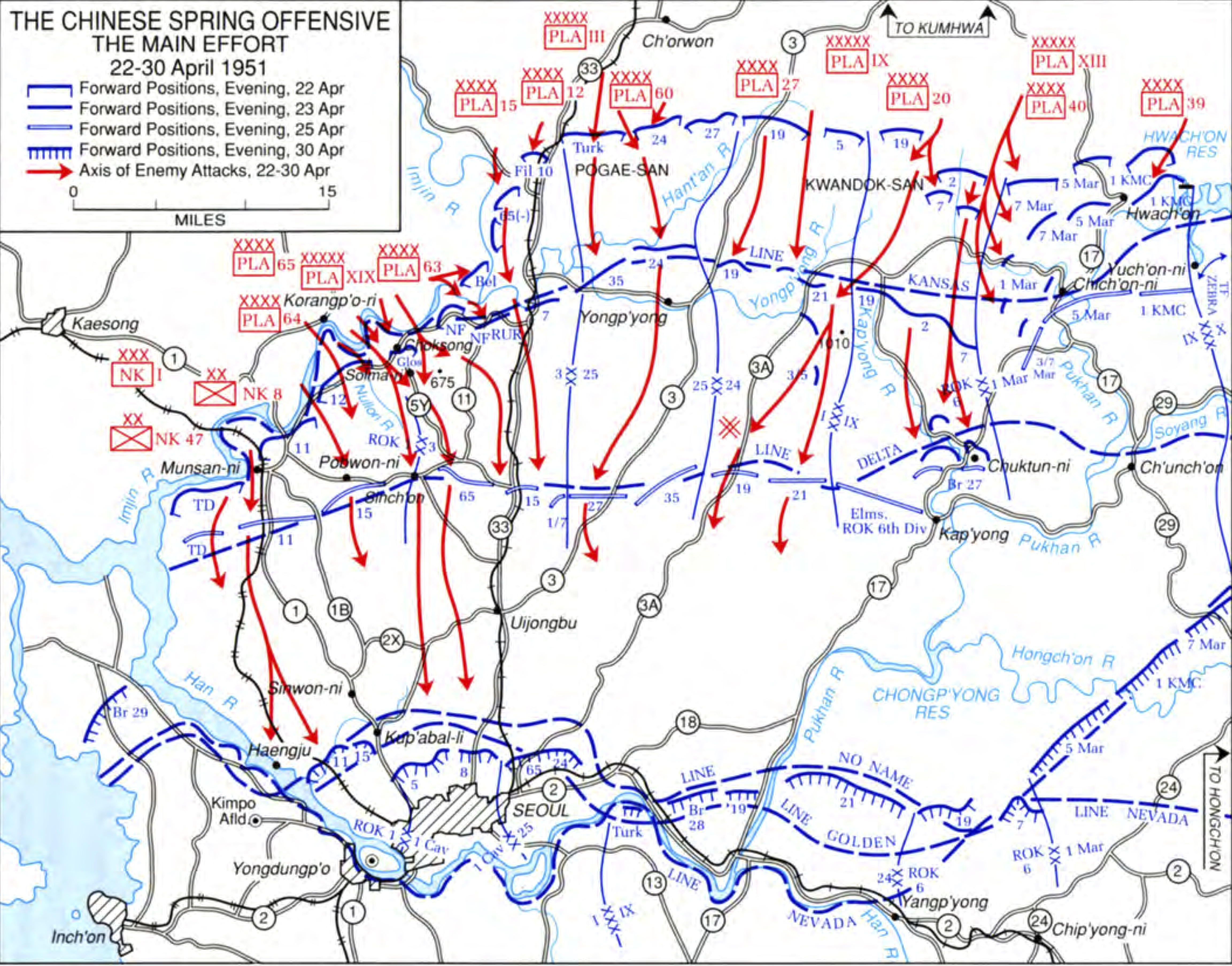
第五次战役西线圖

4月22日黄昏，中、朝军队在全线发起反击。西线以1个兵团从正面突击、2个兵团从两翼突击并实施战役迂回，試圖分割消滅当面的聯合國軍。左翼、第9兵团司令员兼政治委员宋时轮指挥5个军，突破联合国军防御。至23日夜，第20、第27、第26军前出15～20公里，进占龙华洞、外药寺洞、白云山地区，消灭美军第24师、韩军第6师各一部；第40军突入30余公里，前出到加平东北沐洞里地区；第39军前出到华川以南原川里地区，将美军陆战第1师隔于北汉江以东不得西援。正面，第3兵团副司令员王近山指挥第12、第15、第60军，突破后在涟川以北遭到美军第3师、土耳其旅抵抗，进展较慢，24日晨进至哨城里、永平地区，与联合国军形成对峙。右翼，第19兵团司令员杨得志、政治委员李志民指挥第63、第64、第65军，突破临津江后，第63军攻占江南要点绀岳山，消灭英军第29旅一部（雪马里战斗）。第64军受阻于临津江南岸弥陀寺以北地区，而此时兵团第2梯队第65军2个师也已渡过临津江，致使5个师的兵力大部拥挤在江南岸20平方公里的狭小地区内，遭到火力突击，伤亡较大，影响了向议政府实施战役迂回和消灭英军第29旅任务的按时完成。朝鲜人民军第1军团则于22日晚占领开城，23日占领长湍，在两地各消灭聯合國軍一部。

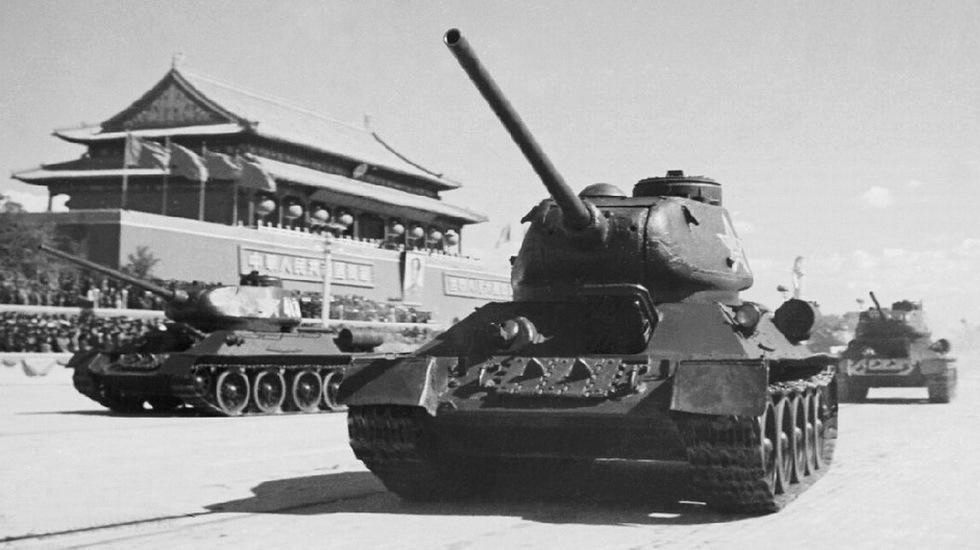
中國人民志愿军首次在戰場使用的坦克是T34-85

25日，中、朝军队调整部署后继续进攻。第19兵团于24时前占领了汶山里、法院里、七峰山一线，消灭韩军第1师一部和英军第29旅格劳斯特郡团第1营及坦克团大部，共4,000余人。第3兵团攻占哨城里、钟悬山地区；第9兵团占领云岳山、永阳里地区，各消灭聯合國軍一部。中、朝军队经三昼夜连续作战，在加平方向打开战役缺口，对西线联合国军翼侧造成严重威胁。26日继续发展进攻，并于当日占领联合国军第二线阵地的锦屏山、县里、加平一线。至28日，第19兵团攻占国祀峰、白云台地区；朝鲜人民军第1军团在梧琴里消灭韩军第1师1个营大部。第3兵团进占自逸里、富坪里地区。第9兵团攻占榛伐里、祝灵山、清平川、加平、春川地区。是日，联合国军撤至汉城及北汉江、昭阳江以南地区重新组织防御。美军骑兵第1师西调汉城，并于汉城周围组成绵密的火制地带。中、朝军队鉴于在汉城以北消滅聯合國軍的机会已失，主力遂于29日停止进攻，结束第一阶段作战。
在西线反击作战的同时，东线朝鲜人民军第3、第5军团先后向麟蹄以北韩军第5、第3师发起进攻，消灭第5师第36团大部和北援之韩军第7师第5团大部，有力地配合了西线作战。之后中、朝军队转移兵力于东线作战。
战役第一阶段结束后，整个战线呈西南向东北斜线态势。韩军防守自隐里至东海岸一段，态势突出。中、朝军队为继续消灭联合国军有生力量，使其难以抽出兵力实施侧后登陆，并多消灭韩军以孤立美军，决定第3、第9兵团隐蔽东移，实施第二阶段作战。计划首先集中兵力消灭县里地区韩军第3、第5、第7、第9师，尔后视情况再消灭韩军首都师和第11师。以第19兵团和朝鲜人民军第1军团在汉城东西地区渡江佯动，第39军主力南渡昭阳江，掩护第3、第9兵团东移。
4月30日，联合国军为查明中、朝军队动向， 并掩护其调整部署，以一部兵力转入反攻。至5月8日，进占高阳、议政府、于论里、麟蹄、龙浦里一线。此后转入防御，在勿老里至西海岸部署了美军6个师，英军、土耳其旅各1个旅，韩军3个师，以汉城为重点，成一线密集配置。在勿老里至东海岸部署韩军首都师、第3、第5、第7、第9、第11师，6个师成一线配置。美军第3师、英军第29旅、美军空降第187团为预备队，分别配置于京安里、永登浦、金浦地区。由於偵知中、朝在北漢江地區部隊最多，范佛里特下令第9軍準備每日標準彈藥量的五倍，計畫以優勢火力打擊。
5月16日黄昏，中、朝军队发起第二阶段进攻。第9兵团（第20、第27军，附第12军）及朝鲜人民军第2、第3、第5军团采取正面突破、两翼迂回、层层包围、多路钳击的战法，在勿老里至雪岳山地段实施主要突击。第20、第27军各一部于17日晨突入纵深25－28公里，抢占后坪里、砧桥、镇东里、旺盛谷诸要点，切断了韩军第3、第9师南逃退路，并于美山里、上南里地区将韩军第5、第7师击溃，消灭其5个营（上南里战斗）。18日，第20军在朝鲜人民军第5军团配合下，向被围于县里地区的第3、第9师展开猛烈突击，经两日激战，将其大部消灭，缴获全部重装备。第12军突破后，在三巨里、自隐里地区消灭韩军第5师第35团一部、美军第2师2个营。19日，志愿军第12、第27军和朝鲜人民军第5军团各一部向南发展进攻，于20日进至束沙里、皮木亭一线。第3兵团（第15、第60军，附第39军主力）向九城浦里突击，负责割裂美军与韩军的联系和阻击美军第10军，使其不得东援。第15军于17日晨攻占沙五郎峙等地，18日在大水洞地区消灭美军第2师第38团团部及第1、第2营大部；第60军19日攻占洪川江以北法所里地区，使美军第7师不得东援。第19兵团及朝鲜人民军第1军团在高阳至加平宽大正面上向议政府以南水落山及汉江以北磨石隅里、清平川地区进攻，并于17日攻占上述各地，牵制了联合国军主力。

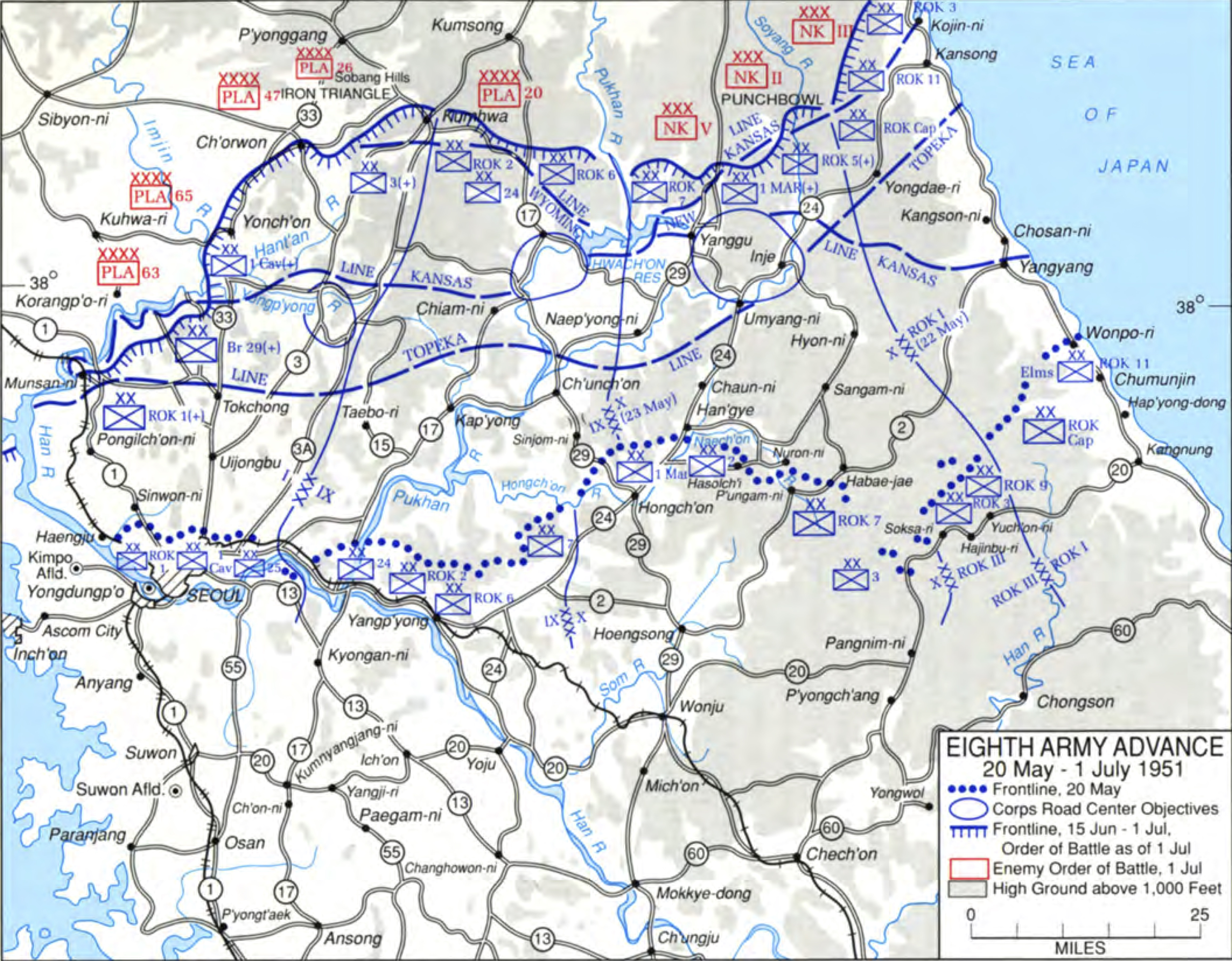
美國第八軍團5月20日至7月1日追擊中、朝军隊示意圖

20日，东线韩军在中、朝军队连续五昼夜的突击下，撤至九城浦里、丰岩里、下珍富里地区。美军第10军主力逐次东移。美军第3师由京安里东调至丰岩里、下珍富里地区，堵住战役缺口。韩军第2军团第8师由大田北调平昌，建立纵深防御。至此，又形成东西相联的完整防线。中、朝军队经过连续作战，粮弹将尽，继续进攻已有困难，加之西线美军已开始进攻，遂于21日结束第二阶段作战。
5月21日，中国人民志愿军由于携带的弹药食品基本耗尽，终止了攻势，向北撤退。李奇微將軍通過對「肩上後勤」能力的計算，知道志愿軍的攻勢已经接近尾声，於是指揮联合国军共十三個師在全战线迅猛追击，计划合围后撤的志愿军大部队。朝鲜人民军於華川水壩附近的抵抗帮助大部分志愿军成功转移，但是志愿军第3兵团也还是遭到了惨重的损失。

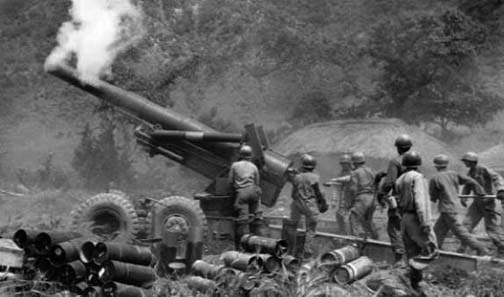
南韓方M115榴彈炮於1951年6月

5月22日，志愿军人困馬乏、彈藥欠缺、糧秣耗盡，并有较大的伤亡。韩军戰史称，1951年5月26日起4日间水坝附近，张都暎准将率领的韩军第6师在破虏湖战役擊敗中国人民志愿军63军。5月24日，志愿军第180师被截斷在三十八度線以南。事后统计阵亡人数在2,000人以上，被俘近4,000人，突围归队与留在后方警卫第60军军部的第540团2营共有4,000人。志愿军其它部队也遭到了一定损失，不得不继续向北撤退，而联合国军一直推进到铁原、金化一线。志愿军以六十三军駐守铁原，与反攻的联合国军进行战斗，之後阻止了联合国军的反攻，双方再次陷入僵局。中國人民志愿軍全線後退40公里后开始构筑防线，等待联合国军到来。6月10日，联合国军也停止了进攻，第五次战役结束。
第五次战役为朝鲜战争以来进行的最大规模的一次战役，之后朝鲜战场上没有再发生大规模运动战，双方转入了持久的阵地攻防战。而此次战役双方的损失，彼此宣称差距甚远：中国方面宣称己方的损失为85,000人，美军韩军有82,769人伤亡或被俘；美国方面宣称己方的损失为15,769人伤亡或被俘，中朝两军的损失达110,000-160,609人，其中超過73,000人（44,705人死亡，19,753人受傷，8,749人被俘）為美第9军造成。

## 影响
毛泽东在6月5日派高岗前往莫斯科通知斯大林，就“我们在朝鲜战争过程中遇到的一些严重问题”探讨，高岗到苏后就问“是否可以考虑以三八线为界举行停战谈判的问题”和金日成“反复解释了中朝方面的困难”来说服斯大林准备进行停战工作。

### 引用
1. ↑  军事科学院军事历史研究部著，《抗美援朝战争史》，第二卷，第二十章、第五次战役转移阶段作战，第358页：“志愿军和人民军以歼敌8.2万余人的战绩，最终取得了战役的胜利”。
2. ↑  李奇微著，军事科学院外国军事研究部译，《李奇微回忆录：朝鲜战争》，第六章第186页：“现在，第一年的战斗已经结束，联合国军实现了早先的目标——将南朝鲜从敌人手中解放出来，重新确立并扼守分界线”。
3. ↑  李小兵（2014年），第214页
4. 1 2 3 4  王树增（2009年）
5. 1 2  Zhang（1995年），第152页
6. 1 2  Millett（2010年），第441, 452页
7. 1 2 3 4  Clodfelter（2017年），第659页
8. ↑  Mossman（1988年），第378页
9. ↑  Mossman（1988年），第442页
10. ↑  Mossman（1988年），第480页
11. ↑  青石. . 《百年潮》. No. 第3期. 1997年  [2022-12-10]. （原始内容存档于2022-12-10）.